# 望野亭
望野亭，位于中国广东省惠州市中山公园内，为惠州市文物保护单位。最初由康熙年间惠州太守吴骞修建，同治年间由太守刘溎年重建，宣统年间毁弃。民国时叶举将军再度重建。1983年再度重整，由书法家秦咢生题写亭名。
该亭为琉璃瓦葫芦顶六角凉亭，由六根花岗岩柱支撑，周围有榕树、翠竹点缀，亭后可眺望东江。1925年10月26日国民军攻占惠州后，于望野亭前广场召开了联欢会和纪念阵亡者大会，蒋介石、周恩来等列席。1978年7月被选为惠州市文物保护单位。